# UFC 207

## Enjeux
La ceinture féminine des poids coqs de l'UFC sera mise en jeu dans le combat principal de la soirée où l'actuelle championne Amanda Nunes fera face à l'ancienne championne Ronda Rousey, qui effectuera son retour après plus d'un an d'absence. Une autre ceinture sera également mise en jeu, puisque l'actuel champion des poids coqs masculins, Dominick Cruz défendra son titre face à Cody Garbrandt. 
Cet UFC sera le dernier commenté par Mike Goldberg, qui avait fait ses débuts en 1997 lors de l'UFC Japan : Ultimate Japan.
Le total de 18 533 spectateurs présents dans la salle est un nouveau record pour l'État du Nevada. 

## Résultats
| Carte principale                      |                       |     |                   |                                           |       |       |
| Catégorie de poids                    |                       |     |                   | Méthode                                   | Round | Temps |
| Poids coqs féminins*                  | Amanda Nunes (c)      | bat | Ronda Rousey      | TKO                                       | 1     | 0:48  |
| Poids coqs*                           | Cody Garbrandt        | bat | Dominick Cruz (c) | Décision (unanime) (48-46, 48-47, 48-46)  | 5     | 5:00  |
| Poids coqs                            | T.J. Dillashaw        | bat | John Lineker      | Décision (unanime) (30-26, 30-26, 30-26)  | 3     | 5:00  |
| Poids welters                         | Dong Hyun Kim         | bat | Tarec Saffiedine  | Décision (partagée) (27-30, 29-28, 29-28) | 3     | 5:00  |
| Poids intermédiaire (129.5 livres)    | Ray Borg              | bat | Louis Smolka      | Décision (unanime) (30-27, 30-26, 30-26)  | 3     | 5:00  |
| Carte préliminaire (FOX Sports 1) :   |                       |     |                   |                                           |       |       |
| Poids intermédiaire (173.5 livres)    | Neil Magny            | bat | Johny Hendricks   | Décision (unanime) (29-28, 29-28, 29-28)  | 3     | 5:00  |
| Poids coqs                            | Antônio Carlos Júnior | bat | Marvin Vettori    | Décision (unanime) (29-28, 29-28, 29-28)  | 3     | 5:00  |
| Poids welters                         | Alex Garcia           | bat | Mike Pyle         | KO                                        | 1     | 3:34  |
| Poids welters                         | Niko Price            | bat | Brandon Thatch    | Soumission                                | 1     | 4:30  |
| Carte préliminaire (UFC Fight Pass) : |                       |     |                   |                                           |       |       |
| Poids welters                         | Alex Oliveira         | vs  | Tim Means         | No-contest (coup de genou illégal)        | 1     | 3:33  |

*: Combat pour la ceinture de la catégorie

## Récompenses de la soirée
Les combattants suivants se sont vus offerts un bonus de 50 000 $ :
- Combat de la soirée : Cody Garbrandt vs. Dominick Cruz
- Performances de la soirée : Amanda Nunes et Alex Garcia

## Salaires
Ci-dessous les salaires des combattants tels que révélés par la commission athlétique du Nevada. Ceux-ci ne comprenant pas les montants payés par les sponsors ainsi que les éventuels bonus de la soirée. Le montant total des salaires révélés pour l’événement est de 4 683 000 $.
- Amanda Nunes: 200 000 $ (dont 100 000 $ de bonus de victoire) bat Ronda Rousey: 3 000 000 $
- Cody Garbrandt: 200 000 $ (pas de bonus de victoire) bat Dominick Cruz: 350 000 $
- T.J. Dillashaw: 200 000 $ (dont 100 000 $ de bonus de victoire) bat John Lineker: 43 000 $
- Dong Hyun Kim: 134 000 $ (dont 67 000 $ de bonus de victoire) bat Tarec Saffiedine: 40 000 $
- Ray Borg: 30 600 $ (dont 18 000 $ de bonus de victoire) bat Louis Smolka: 37 400 $ ¹
- Neil Magny: 114 000 $ (dont 47 000 $ de bonus de victoire) bat Johny Hendricks: 80 000 $ ²
- Antônio Carlos Júnior: 42 000 $ (dont 21 000 $ de bonus de victoire) bat Marvin Vettori: 12 000 $
- Alex Garcia: 36 000 $ (dont 18 000 $ de bonus de victoire) bat Mike Pyle: 55 000 $
- Niko Price: 24 000 $ (dont 12 000 $ de bonus de victoire) bat Brandon Thatch: 22 000 $
- Alex Oliveira: 28 000 $ vs. Tim Means: 35 000 $ ³

¹ Ray Borg s'est vu retirer 30 % de son salaire (5 400 $) pour ne pas avoir atteint le poids maximum requis. Ce montant a été remis à son adversaire Louis Smolka.
² Johny Hendricks s'est vu retirer 30 % de son salaire (20 000 $) pour ne pas avoir atteint le poids maximum requis. Ce montant a été remis à son adversaire Neil Magny.
³ Les deux combattants ont reçu leur salaire, mais aucun bonus de victoire n'a été remis, le combat ayant abouti à un no-contest.